# Great Driffield Moat Hill
Great Driffield Moat Hill är ett slott i Storbritannien.   Det ligger i grevskapet East Riding of Yorkshire och riksdelen England, i den sydöstra delen av landet, 280 km norr om huvudstaden London. Great Driffield Moat Hill ligger 23 meter över havet.
Terrängen runt Great Driffield Moat Hill är platt. Runt Great Driffield Moat Hill är det ganska tätbefolkat, med 139 invånare per kvadratkilometer. Närmaste större samhälle är Bridlington, 18,1 km öster om Great Driffield Moat Hill. Trakten runt Great Driffield Moat Hill består till största delen av jordbruksmark.